# William Tesillo
William José Tesillo Gutiérrez (Barranquilla, 2 de fevereiro de 1990) é um futebolista profissional colombiano que atua como zagueiro. Atualmente, joga pelo Atlético Nacional.

## Carreira
William Tesillo fez parte do elenco da Seleção Colombiana de Futebol nas Olimpíadas de 2016.

## Títulos
Santa Fe
- Campeonato Colombiano: 2016

León
- Liga dos Campeões da CONCACAF: 2023
- Leagues Cup: 2020–21
- Primera División de México: 2020-A